# U-37 (Kriegsmarine)
U-37 je bila nemška vojaška podmornica Kriegsmarine, ki je bila dejavna med drugo svetovno vojno. 
Bila je prva iz skupine večjih podmornic razreda IX, ki so bile namenjene za daljše oceanske plovbe. Izdelana je bila v severnonemškem pristanišču Bremen, v ladjedelnici A.G. Wesser, njena proizvodna serijska številka je bila werk 942. Naročilo za njeno izdelavo je bilo podpisano 29. julija 1936, graditi so jo začeli 15. marca 1937, splovili so jo 14. maja 1938 in dokončno izgotovili ter sprejeli v uporabo pa 4. avgusta 1938. Njen prvi poveljnik je bil Kapitanleutnent Heinrich Schuch, njemu so sledili poveljniki, ki so se izkazali v prvem vojnem obdobju, v letih 1939-41. To so bili Werner Hartmann, Victor Oehrn in Asmus Nicolai Clausen. Spomladi 1941 je bila prestavljena v šolsko flotiljo z namenom izobraževanja novih posadk na njej. To je bilo potem, ko je opravila 11 vojnih patrulj z 280 operativnimi dnevi, v katerih je bilo potopljenih 53 trgovskih ladij s skupno tonažo 200.000 BRT, plus še dve vojni ladji. Na lestvici najuspešnejših nemških podmornic vojne je zasedla visoko šesto mesto, kljub temu da je v operacijah sodelovala zgolj eno leto in pol.

## Zgodovina

### 1938-39: Heinrich Schuch
Pred izbruhom vojne je U-37 sodila v šesto podmorniško flotiljo (6. Unterseebootsflottille), ki je bila nameščena v severnonemškem vojnem pristanišču Wilhelmshaven. 

#### Prva patrulja
Prva vojno patruljo je opravil njen prvi poveljnik Heinrich Schuch. Izplul je še pred začetkom sovražnosti, 19. avgusta 1939 in preko Severnega morja obplul Veliko Britanijo in se namestil na položaj na Atlantiku. 3. septembra je prejel sporočilo, da je Nemčija v vojni z Britanijo in Francijo, kar je pomenilo da lahko začne lov na njihove ladje. Pri tem pa se Heinrich Schuch ni izkazal. Brez da bi karkoli dosegel se je 15. septembra vrnil domov po 28 dneh plovbe. Na podlagi te patrulje je bil zamenjan, za podmornico U-37 pa je bil to neznaten začetek, ki ni dal slutiti, da gre za bodoče zelo uspešno plovilo.

### 1939-40: Werner Hartmann
Zgolj deset dni po vrnitvi iz prve patrulje je podmornico prevzel novi poveljnik. To je bil Kapitan korvete (Korvettenkapitän) Werner Hartmann, ki je bil obenem tudi poveljnik druge podmorniške flotilje. Šlo je za enega najizkušenejših podmorničarjev kar jih je imel vrhovni poveljnik nemških podmornic Karl Dönitz, ki je postavil Hartmanna v pričakovanju večjega uspeha kot je bilo to v primeru prve patrulje. Prvi častnik je ostal isti, to je bil Nadporočnik (Oberleutnant) Ernst Bauer, ki se je kasneje tudi zapisal v zgodovino kot uspešen poveljnik.

#### Druga patrulja
U-37 je drugič krenila v vojno dne 5. oktobra in le tri dni kasneje vpisala svojo prvo žrtev. To je bila majhna, komaj 1.000 tonska švedska Vistula, ki je plula v britansko pristanišče s tja namenjenim tovorom in je bila po pravilih vojne kljub švedski nevtralnosti upravičena za potop. U-37 je nanjo naletela visoko na severu, v bližini šetlandskih otokov, jo ustavila in izvedla tako imenovano kontraband kontrolo. Po ugotovitvi, da nosi tovor za Britanijo so jo potopili s streli iz palubnega topa kalibra 105 mm. Pri tem je bilo ubitih devet članov posadke. Ostali so se izkrcali v dva rešilna čolna in pri tem so jim člani podmornice pomagali s tem, da so jih oskrbeli s hrano in jih usmerili do bližnjega otočja.
Zatem je podmornica nadaljevala plovbo in vplula v vode Atlantika, kjer se je nadejala novih žrtev. Do konca meseca oktobra je preplula vode okoli Irske in na jug vse do Gibraltarske ožine. Pri tem je bila zelo uspešna, potopila je sedem ladij, štiri britanske, dve grške in eno francosko. Njena največja žrtev je bila potopljena 17. oktobra, ko je končala pot britanski potniški ladji Yorkshire, ki je imela preko 10.000 BRT izpodriva. Yorkshire je bila zadeta z dvema torpedoma in pri tem je bilo 58 človeških žrtev, med njimi tudi poveljnik in 33 potnikov.
Potem ko je potopila osem ladij s skupno tonažo preko 35.000 BRT se je podmornica odpravila nazaj domov in tja prispela 8. novembra po 35 dneh plovbe. To je bila res uspešna patrulja saj je povprečno vsak dan potopila za dobrih 1.000 BRT. Pri tem je bila le enkrat napadena, 24. oktobra jo je v bližini Gibraltarja napadlo letalo in nato še britanske vojne ladje. Ob vsem tem se je dokaj srečno izvlekla brez resnejših posledic.
Od 1. januarja 1940 je podmornica sodila po novem v drugo podmorniško flotiljo (2. Unterseebootsflottille), katere poveljnik je bil njen prvi mož Werner Hartmann, ki mu je Dönitz za še nekaj časa namenil dvojno vlogo. Pred naslednjo patruljo je prišlo do zamenjave na mestu prvega oficirja, Ernesta Baurja je zamenjal nadporočnik Asmus Nicolai Clausen. Tako kot Bauer se je tudi Nico Clausen kasneje predstavil kot uspešen poveljnik podmornice, še pred tem pa si je prve vojne in poveljniške izkušnje moral nabrati pod izkušenim poveljnikom Wernerjem Hartmannom, ki je še naprej vodil posadko te podmornice. 

#### Tretja patrulja
Na naslednjo vojno plovbo je krenila 28. januarja. Tokrat je imela na krovu poleg rednih članov posadke še enega posebnega potnika. To je bil tajni agent, Ernst Weber-Drohl, ki ga je morala skrivoma prepeljati na Irsko. To je tudi uspelo, 8. februarja ga je brez težav izkrcala v zalivu Donegal Bay in potem nadaljevala svojo pot. Agent je ob izkrcanju izgubil radijsko opremo in ni mogel komunicirati s pristaši organizacije IRA kot je bilo namenjeno. Kasneje v aprilu so ga aretirali in postal je dvojni agent v službi angleške MI5.
U-37 je potem preplula vode zahodno od Irske, nadaljevala na jug preko Biskajskega zaliva in po mesecu dni prispela v vode severozahodne Španije. Plovba je bila uspešna tudi v smislu lova na nasprotnikove ladje, v mesecu februarju je potopila osem ladij s skoraj 25.000 BRT. Njena največja žrtev je padla 17. februarja, ko je ujela britansko tovornjačo Pyrrhus (7.418 BRT) vsega 80 milj od španskega rta Finisterre in jo potopila s torpedom. Zadetek je ladjo preklal na dvoje in jo na hitro potopil, pri tem je bilo ubitih osem članov posadke. Naslednjega dne, 18. februarja je U-37 prvič v svoji karieri uspela potopiti dve ladji v enem dnevu. Njen prvi ulov ji je uspel malo pred prvo uro tega dne, ko je potopila 4.900 tonsko grško tovorno ladjo Ellin, ki je prevažala angleški premog v svojo domovino. Za potopitev je podmornica porabila dva torpeda, vsi člani posadke pa so se pri tem uspeli rešiti, saj jih je pobrala španska ribiška barka. Druga žrtev tega dne je bila iz Francije, 3.750 tonska trgovska ladja P.L.M. 15, ki jo je U-37 potopila z enim torpedom, potem ko je le ta izostala iz svojega konvoja in osamljena plula naprej, dokler ni postala osmi, zadnji plen podmornice v tej patrulji. Pri tem je bilo ubitih vseh 42 članov posadke, ni bilo nobenih preživelih. Podmornica se je po teh uspehih odpravila domov kamor je prišla 27. februarja po 31 dneh plovbe v kateri je potopila osem ladij s skupno tonažo 24.500 BRT.

#### Četrta patrulja
Sledila je četrta plovba, zadnja pod Hartmannovim poveljstvom. Iz Wilhelmshavna se je odpravila 30. marca in krenila na sever ter obkrožila Islandijo. 4. aprila se je ob tem v severnem Atlantiku srečala z nemško pomožno križarko Atlantis in pri tem je od nje dobila nekaj zalog, predvsem goriva. Po srečanju sta se ladji odpravili vsaka na svoje, Atlantis je nadaljevala na jug, podmornica pa proti Severnemu morju. Tam je 10. aprila prišla do prvih žrtev, do tedaj namreč ni imela sreče z ulovom. Tega dne pa ji je uspelo potopiti dve ladji. Prva žrtev je bil 9.000 tonski švedski tanker Sveaborg, ki ga je ujela severno od otočja Fair, na slabi polovici poti med Islandijo in Norveško. Švedski tanker, ki je prevažal 13.000 ton predelanega goriva, je bil zadet z enim torpedom, potem ko je pred tem U-37 nanj v noči izstrelila tri torpede in vsakokrat zgrešila. Četrti torpedo pa je zadel in pri tem se je tanker vžgal in s seboj v globino popeljal še pet članov nesrečne posadke. Ob tem velja omeniti, da je bila švedska ladja zares nesrečna, saj je prišlo na podmornici do zmede pri identifikaciji, pri čemer so neoboroženo in nevtralno ladjo videli kot oboroženo in brez vidnih oznak ter jo na tej podlagi imeli za utemeljeno žrtev. Kar pa ni bilo pravilno, morali bi zadevo dodatno preveriti in ladji pustiti nadaljevati plovbo. Kakorkoli, za U-37 je bil to prvi ulov tega dne. Drugi se ji je posrečil vsega dve uri zatem, potem ko je 5.000 tonska norveška tovorna ladja Tosca poskušala pomagati posadki gorečega tankerja in pri tem še sama postala ulov istega lovca. Pri tem sta življenje izgubila dva člana posadke. Dva dni kasneje je podmornica potopila tretjo, zadnjo ladjo na tej patrulji. Tokrat je bila žrtev iz Britanije, 4.500 tonska tovorna ladja Stancliffe, ki je plula iz Narvika v Anglijo napolnjena s švedsko železovo rudo. 50 milj severovzhodno od šetlandskega otočja je bila zadeta s torpedom in pri tem na hitro potonila ter seboj odnesla 22 človeških življenj, med njimi je bil tudi ladijski kapitan. Zatem se je U-37 odpravila proti domu, kamor je prispela 18. aprila po dvajsetih dneh plovbe in treh potopljenih ladjah s tonažo dobrih 18.000 BRT.
Pod poveljstvom Wernerja Hartmanna je podmornica med oktobrom 1939 in aprilom 1940 opravila tri patrulje in v 86 operativnih dneh potopila 19 ladij s skupno tonažo 78.000 BRT. Pred njo pa so bili še večji uspehi. Nemški položaj v vojni se je sredi leta 1940 po zmagi v bitki za Francijo močno izboljšal in za nemške podmorničarje se je z novimi oporišči v zasedeni Franciji odprlo novo poglavje v bitki za Atlantik. Drugo polovico leta 1940 so kasneje podmorničarji zaradi velikih uspehov poimenovali kar srečni časi in med tistimi, ki so jih doživljali je bila tudi U-37. 

### 1940: Victor Oehrn
6. maja 1940 je poveljstvo prevzel Kapitänleutnant Victor Oehrn. Ta je bil eden bližnjih Dönitzovih sodelavcev, med njegovimi podmorničarji je bil vse od začetkov v letu 1936, ob začetku vojne pa je bil v njegovem štabu kot admiralski štabni oficir (Admiralstabsoffizier). Poveljstvo podmornice je prevzel v času hude krize med nemškimi podmornicami, ki so ob zavzetju Danske in Norveške spomladi 1940 se našli v boju z okvarjenimi torpedi, kar je močno omajalo vzdušje med Dönitzovimi vojaki in Oehrnov prihod je bil eden od prvih ukrepov s katerimi je poveljnik poskušal povrniti zaupanje v njihovo sposobnost uspešnega nadaljevanja vojne.

#### Peta patrulja
Prva plovba pod novim poveljnikom se je pričela 15. maja, ko so izpluli iz Wilhelmshavna. Štiri dni kasneje so v vodah severozahodno od Škotske opravili s prvo žrtvijo. 19. maja so potopili 5.000 tonsko švedsko tovorno ladjo Erik Frisell, ki je plula v Liverpool in je bila zaradi tega utemeljeno napadena. Ladjo so ustavili, opravili pregled in jo zaradi tega ker je plula v Britanijo upravičeno potopili. Pred tem so podmorničarji pustili izkrcati vse člane njene posadke in zaradi tega ni ob dogodku prišlo do nobenih človeških žrtev. Zatem je podmornica nadaljevala plovbo proti jugu vse do območja Španije in celo severne Portugalske. Pri tem je imela zelo obilen ulov. Potopila je še devet ladij in eno poškodovala. Njena največja žrtev je padla 28. maja, ko je potopila 10.000 tonsko francosko potniško ladjo Brazza, tokrat pa je pri tem prišlo do velikih človeških žrtev. Ladjo je zadela z dvema torpedoma in ta se je posledično dokaj hitro potopila, reševanje preko 500 članov posadke in potnikov pa je bilo oteženo tudi zaradi slabega vremena. Tako je bilo ob življenje 379 ljudi, od tega 79 od posadke, ladijski kapitan in 299 potnikov. Naslednjega dne je bila potopljena še ena omembe vredna ladja. To je bil britanski 7.406 tonski tanker Telena, ki je prevažal 10.000 ton goriva. Njega se je podmornica lotila s svojim topom, ga večkrat zadela in tanker se je vžgal. Pri tem se je ubil kapitan in še 17 članov njegove posadke. Po teh lepih ulovih se je U-37 odpravila domov v Nemčijo in tja prispela 9. junija po 26 dnevih plovbe. To je bila daleč najuspešnejša patrulja do tedaj za podmornico in tudi kasneje tega dosežka ni nikomur več uspelo izboljšati. Vsega skupaj je potopila 10 ladij (41.0000 BRT) in še eno poškodovala, s skupno tonažo preko 50.000 BRT.
Ta peta patrulja pa je izstopala tudi na splošno. Torej, poleg tega da je bila najuspešnejša od vseh, ki jih je opravila U-37, bila je ena najuspešnejših dotedanjih patrulj med vsemi nemškimi podmornicami po potopljenih tonah dnevno. Kasneje, v nadaljevanju vojne so jo sicer številni drugi po dosežkih prehiteli in na koncu je bila ta plovba uvrščena na devetnajsto mesto s povprečno potopljeno tonažo 1.878 ton na dan.

#### Šesta patrulja
Sledila je kratka, dvanajstdnevna patrulja v kateri je podmornica zamenjala svojo bazo iz Wilhelmshavna v Lorient, ki je bil nedavno tega zaseden in je sedaj ponujal boljšo pozicijo za daljše patrulje na Atlantiku. 1. avgusta je tako krenila iz Nemčije in že 12. avgusta prispela v svojo novo bazo. Že drugi dan plovbe je bila kar dvakrat napadena, toda obakrat se je srečno izvlekla. Najprej je njo in še U-38, ki sta pluli skupaj preko Severnega morja, napadlo angleško letalo. Obe podmornici sta bili pri tem nepoškodovani. Še več sreče pa je U-37 imela kasneje tega dne, ko jo je s torpedi napadla nizozemska podmornica. Le ta je izstrelila dva torpeda iz velike oddaljenosti in pri tem zgrešila. Nemška podmornica je nemoteno nadaljevala svojo pot proti Franciji in 8. avgusta potopila eno ladjo. To je bila 9.000 tonska britanska tovorna ladja Upwey Grange, ki jo je osamljeno našla v Atlantiku zahodno od Irske, ko se je vračala v domovino s pet tisoč tonami argentinske govedine na krovu. Napadla jo je z enim torpedom, ki je nesrečno ladjo zadel in pri potopitvi je bilo ob življenje 36 članov posadke in potnikov, med njimi tudi ladijski kapitan. Rešilo se jih je 50, ki pa so bili v rešilnem čolnu cele tri dni, preden jih je rešila angleška vojna ladja. To je bil edini podmorničin uspeh na tej patrulji, toda tokrat je v bazi ostala le na kratko v pripravi za takojšno novo nalogo.

#### Sedma patrulja
Na naslednjo patruljo se je odpravila 17. avgusta, torej vsega pet dni po prihodu iz zadnje. Cilj ji je bil v vodah severnega Atlantika zahodno od Irske in južno od Islandije, kjer je prežala na ladje, ki so plule med Britanijo in severno Ameriko. Prvo žrtev je ujela 23. avgusta, ko je potopila majhno, komaj 1.700 tonsko norveško tovornjačo Keret, ki je plula v konvoju OA-200 v Kanado. Ladjo je potopila z enim torpedom, pred tem je enkrat zgrešila, z drugim pa zadela in pri tem je bilo ob življenje 13 članov posadke. Nato se je lotila nadaljnjih napadov na ladje istega konvoja in v naslednjih dveh dneh potopila še dve britanski tovorni ladji. Prva od teh, 5.000 tonska Severn Leigh je bila potopljena še istega dne in pri tem je bilo ubitih 33 ljudi. Naslednjega dne, 24. avgusta je ujela nov konvoj, SC-1, ki je plul iz Kanade v Britanijo z ladjami napolnjenimi s tovorom. Pri tem ji je uspelo potopiti prvo vojno ladjo. To je bil britanski HMS Penzance (L 28), ki je bil v spremstvu konvoja zadolžen za njegovo obrambo, pa je pri tem sam postal žrtev. U-37 ga je zadela z enim torpedom, pri čemer se je ladja razklala na dva dela in na hitro potopila v vsega nekaj minutah. Dodatna nesreča je bila v tem, da so se ob potopitvi detonirala ladjine globinske bombe, ki so usmrtile številne preživele, ki so plavali v morju. Na koncu je bilo ob življenje 90 članov posadke, rešilo se jih je zgolj osemnajst. Sedem od njih je bilo tako nesrečnih, da jih je pobrala tovorna ladja Blairmore, ki je postala naslednja žrtev podmornice U-37. Blairmore, 4.000 tonska britanska tovorna ladja, je bila potopljena v prvih urah dne 25. avgusta in pri tem je bilo le pet žrtev. Večini se je uspelo rešiti, tudi sedmerici članov iz vojne ladje, ki so tako v enem dnevu doživeli dve potopitvi. To pa še ni bilo vse, tega dne je bila potopljena nova žrtev podmornice. To je bila zopet britanska ladja, 3.700 tonska Yewcrest, ki je bila nesrečna v tem, da je v slabem vremenu izostala iz svojega konvoja in jo je osamljeno kot lahko žrtev našla U-37 in jo potopila. Pri tem je ena oseba izgubila življenje, ostalih 38 se je uspelo rešiti. Dva dni kasneje je padla še ena, tokrat zadnja žrtev te patrulje. To je bila grška tovorna ladja, ki je delala za Britance. 3.400 tonska Theodoros T. je bila 27. avgusta potopljena brez, da bi pri tem prišlo do človeških žrtev. Tako je podmornica potem, ko je potopila šest tovornih (dobrih 23.000 BRT) in eno vojno ladjo, zaključila s patruljiranjem in se odpravila domov, kamor je prispela 30. avgusta po dveh tednih uspešne plovbe.

#### Osma patrulja
Dobre tri tedne po končani zadnji nalogi se je ponovno podala v akcijo. Iz Lorienta je izplula 24. septembra in se tako kot v prejšnje, ponovno podala v vode osrednjega dela v severnem Atlantiku. Le tri dni kasneje je dosegla prvi uspeh. 27. septembra je zahodno od Irske naletela na osamljeno 2.500 tonsko egiptovsko tovorno ladjo Georges Mabro, ki jo je zadela z enim torpedom. Eksplozija je bila za majhno ladjo, ki je plula v škotski Glasgow, tako silovita, da se je takoj preklala na dvoje in potopila v vsega 30 sekundah. Posledično ni nihče preživel potopitve, ni pa znano koliko je bilo osebja na ladji. Že naslednji dan je podmornica vpisala novo žrtev, tudi tokrat je to bila ladja, ki je plula osamljena in za U-37 ni pomenila drugega kot lahko delo. Poleg tega je bila še poškodovana, dva dni pred tem jo je U-32 zadela z enim torpedom, tako je U-37 morala le dokončati delo. Zadela jo je z enim torpedom in 6.800 tonska britanska tovorna ladje Corrientes je bila pokončana. Naslednji dan, 30. septembra, je potopila še dve britanski tovorni ladji. Prva, 5.000 tonska Samala je bila potopljena z enim torpedom sredi dopoldneva in pri tem je bilo ubitih vseh 68 članov posadke. Druga, 2.500 tonska Herminge, ki je tovorila 3.300 ton premoga za Španijo, je bila potopljena zvečer tega dne. Zatem je morala podmornica čakati na naslednji uspeh cel teden dni. 6. oktobra je naletela na 7.000 tonski britanski tanker British General, ki se je izgubil iz svojega konvoja in tako postal nova lahka žrtev. Zanj je morala porabiti kar štiri torpede, da je šel na dno. Pri tem je bila ubita celotna posadka nesrečne ladje, vseh 47 ljudi. Teden dni kasneje, 13. oktobra, je sledila nova britanska ladja, ki jo je potopila U-37. 5.800 tonski Stangrant, tudi on se je izgubil iz konvoja in je plul osamljen, je bil zadet z enim torpedom in pri potopitvi je bilo ob življenje osem članov posadke. To je bil zadnji ulov za podmornico, ki se je potem odpravila nazaj v svojo bazo in tja prispela 22. oktobra po 29 dneh plovbe. Vsega skupaj je v tej patrulji uspela potopiti šest ladij s skupno tonažo 30.000 BRT.
Ob vsem tem pa velja omeniti, da se sama medtem ni nikoli znašla v kakih nevarnih okoliščinah, v tem času je bila Britanija osamljena v vojni z Nemčijo in to se je čutilo v pomanjkanju spremljevalnih vojnih ladij, ki bi lahko bolje varovale plovne poti. Tako so nemški podmorničarji večinoma na lahek način dosegali lepe uspehe, brez da bi sami utrpeli kako večjo škodo. 
Štiri dni po vrnitvi v oporišče v Lorientu je kapitan podmornice Victor Oehrn zaključil s poveljevanjem. Med majem in oktobrom 1940 jo je popeljal na štiri patrulje in v 81 operativnih dneh na morju potopil 23 tovornih ter še eno vojno ladjo. To je bilo uspešno poveljevanje, ki je doprineslo svoj delež k hudim izgubam, ki so jih v tem času doživljali Britanci. Toda vojna še zdaleč ni bila končana in podmornico ter njeno posadko so čakale nove patrulje. 

### 1940-41: Nico Clausen
Dne 26. oktobra je poveljstvo prevzel Asmus Nicolai Clausen, ki je tako postal njen četrti kapitan. Nico Clausen je bil njeni stari znanec, saj je na njej služboval pod poveljstvom drugega kapitana, Wernerja Hartmanna in se z njim udeležil treh vojnih patrulj. Potem je podmornico začasno zapustil in opravil poveljniški tečaj ter jeseni leta 1940 prevzel svojo prvo vodilno nalogo.
Zamenjava poveljnika pa ni bila edina sprememba v poveljniškem kadru. Novi prvi častnik je postal Hans-Günther Kuhlmann, ki je bil do tedaj njen drugi oficir in je sedaj napredoval v prvega. Kasneje je tudi on napredoval v poveljnika podmornice in pri tem leta 1942 padel v boju.

#### Deveta patrulja
Dober mesec dni kasneje, 28. novembra, je ponovno krenila v vojno patruljo. Tokrat se je odpravila na jug, mimo Portugalske in še dlje vse do Maroka. 1. decembra je zahodno od Lizbone našla svoj prvi ulov in potopila britansko 1.500 tonsko tovorno ladjo Palmella, potem ko se je ta v slabem vremenu izgubila iz svojega konvoja ter kot že tolikokrat prej postala nova lahka žrtev podmornice. Naslednji dan pa je U-37 napadla konvoj iz katerega je bila ladja iz prejšnjega dne. Tokrat je potopila dve manjši ladji in se potem srečno umaknila. Nato se je povsem približala portugalski obali in tam 4. decembra ujela švedsko 1.500 tonsko tovorno ladjo Daphne in jo poslala na morsko dne z enim torpedom. Pri tem je bilo 18 človeških žrtev, rešiti se je uspelo le enemu. Zatem je nadaljevala s plovbo naprej proti jugu in 16. decembra v bližini Kanarskih otokov brez razloga napadla in potopila nevtralno špansko 200 tonsko ladjico, ki je vozila tovor med afriški kopnim in otoki. Zakaj je napadlo to ladjo ni jasno. Tri dni kasneje, 19. decembra, pa je potopila dve francoski ladji. Tudi to sta bili nepotrebni žrtvi, saj je bila Francija po junijskem premirju že več mesecev nevtralna. Prva potopitev tega dne je bil 2.700 tonski flotni tanker Rhône, pri čemer je bilo 11 mrtvih. Druga žrtev je bila 1.300 tonska podmornica Sfax (Q 182) in pri tem je bilo ob življenje 65 francoskih mornarjev, le štirim se je uspelo rešiti se. Obe ti potopitvi so pri Nemcih prikrili, tako da so izbrisali dnevniške zapise. Šele po vojni je postalo jasno kaj so storili. To so bile tudi zadnje žrtve te patrulje in U-37 je krenila nazaj v Lorient, kamor je prispela 7. januarja po 41 dneh plovbe. To je bila za to podmornico najdaljša plovba, pri tem je potopila 6 manjših ladij in še eno vojno s skupno tonažo dobrih 11.000 BRT.

#### Deseta patrulja
Pred naslednjo patruljo se je posadki pridružil Nadporočnik Ulrich Folkers, ki je bil drugi prvi oficir na krovu. Kasneje je z drugo podmornico postal eden uspešnejših kapitanov, dokler ni padel v boju leta 1943. 
30. januarja so izpluli na novo patruljo, že deseto v tej vojni. Tako kot prejšnjikrat, so se tudi tokrat odpravili na jug, v vode zahodno od Gibraltarja. 8. februarja so odkrili ladijski konvoj HG-53 (HG pomeni Home from Gibraltar, torej 53. konvoj iz Gibraltarja v Anglijo), ga zalezovali in nato v noči iz 9. na 10. februar napadli ter pri tem potopili tri manjše ladje. Tretja, zadnja od teh, je bila britanska 1.400 tonska tovorna ladja Brandenburg, pri potopitvi katere je bilo ob življenje 53 članov posadke, le enemu je uspelo preživeti. Potem je podmornica po radiju priklicala nemška letala Focke Wulf Fw-200 Condor, ki so tudi napadla in potopila nadaljnih pet ladij. To je bil za U-37 edini spopad v tej patrulji in potem se je vrnila 18. februarja po 20 dnevih plovbe v kateri je potopila tri ladje s tonažo 4.700 BRT.

#### Enajsta patrulja
Sledila je zadnja, že enajsta patrulja za U-37. Tokrat se je odpravila na pot 27. februarja, odplula na sever, obkrožila britansko otočje in se preko Severnega morja vrnila v domovino, v Kiel, kamor je prispela 22. marca po 24 dneh plovbe. Na tej zadnji operativni plovbi je potopila dve manjši ladji. Prva je bila grška 3.000 tonska tovorna ladja Mentor. To je bila še ena nesrečna žrtev, ki se je izgubila iz svojega konvoja in pri tem postala žrtev podmornic. Potopljena je bila 7. marca, pri tem je izgubilo življenje sedem članov posadke. Druga in sploh zadnja žrtev podmornice je bila potopljena 12. marca. To je bila majhna 91 tonska islandska Pétursey, ki jo je potopila s svojim topom in pri tem je bilo 10 smrtnih žrtev, nihče ni preživel.

### 1941-45: v šolski flotilji
Tako je po enajstih vojnih patruljah končala svoje operativno pot podmornica U-37. To pa ni bil še konec zanjo, čakale so jo nove, drugačne naloge. Nemčija je ob začetku vojne začela množično graditi podmornice in za njih uriti posadke. V letu 1941 so tako začele iz ladjedelnic prihajati nove ladje, nekaj starih pa so umaknili iz operative in jih poslali v šolske flotilje, da se na njih izurijo novi člani posadke, ki naj bi potem nadaljevali vojno na teh novih plovilih. Tako je novo vlogo našla tudi sedaj že stara U-37, ki je bila od spomladi 1941 v šolski enoti v Baltskem morju. 
Do konca vojne se je na njej izmenjalo več poveljnikov in njegovih članov posadke. Prvi poveljnik v šolanju je bil že omenjeni Ulrich Folkers, ki je od maja do novembra 1941 kot prvi na njej opravil šolanje, nato pa prevzel novo podmornico in šel z njo v boj. Njemu je sledilo še šest drugih poveljnikov, ki so opravili šolanje na njej. 

#### Konec za U-37
Spomladi leta 1945 je bila Nemčija povsem premagana. Po koncu Adolfa Hitlerja so začeli v mesecu maju uničevati vso vojno opremo, da ne bi prišla nasprotnikom v roke. Tako je svoj konec dočakala tudi U-37, ki so jo 5. maja naluknjali in potopili, tako da je bila, tudi če bi jo dvignili neuporabna. V letu 1946 so jo dvignili ter razkosali za staro železo. Neslaven konec plovila, ki je v dobrem letu in pol potopilo 55 ladij s preko 200.000 BRT in je bila šesta najuspešnejša od vseh nemških podmornic.

## Poveljniki
| Poveljniki |                      |                       |                                     |
| Št.        | Čin                  | Ime                   | Poveljstvo                          |
| 1.         | Kapitänleutnant      | Heinrich Schuch       | 4. avgust 1938 - 24. september 1939 |
| 2.         | Korvettenkapitän     | Werner Hartmann       | 25. september 1939 - 6. maj 1940    |
| 3.         | Kapitänleutnant      | Victor Oehrn          | 6. maj 1940 - 26. oktober 1940      |
| 4.         | Kapitänleutnant      | Asmus Nicolai Clausen | 26. oktober 1940 - 2. maj 1941      |
| 5.         | Kapitänleutnant      | Ulrich Folkers        | 3. maj 1941 - 15. november 1941     |
| 6.         | Oberleutnant zur See | Gustav-Adolf Janssen  | 16. november 1941 - 30. junij 1942  |
| 7.         | Oberleutnant zur See | Albert Lauzemis       | 1. julij 1942 - 3. januar 1943      |
| 8.         | Leutnant zur See     | Hinrich Kelling       | 4. januar 1943 - 19. november 1943  |
| 9.         | Oberleutnant zur See | Peter Gerlach         | 20. november 1943 - 8. januar 1944  |
| 10.        | Oberleutnant zur See | Wolfgang Seiler       | 9. januar 1944 - 21. december 1944  |
| 11.        | Kapitänleutnant      | Eberhard von Wenden   | 22. december 1944 - 5. maj 1945     |

## Tehnični podatki
| Kategorije                                    | Podatki                       |
| --------------------------------------------- | ----------------------------- |
| Teža (t): na površju pod površjem polna Teža  | 1.032 1.152 1.408             |
| Dolžina (m) - tlačni trup (m)                 | 76,6 - 58,75                  |
| Širina (m) - tlačni trup (m)                  | 6,51 - 4,40                   |
| Izpodriv (m)                                  | 4,7                           |
| Višina (m)                                    | 9,4                           |
| Moč (hp): na površju pod podvršjem            | 4.400 1.000                   |
| Hitrost (vozlov): na površju pod podvršjem    | 18,2 7,7                      |
| Doseg (milja/vozel): na površju pod podvršjem | 10.500/10 78/4                |
| Torpeda/Torpedne cevi                         | 22/6 (4 na premcu, 2 na krmi) |
| Krovni top (mm)                               | 105 mm (110 granat)           |
| Mine                                          | 44 TMA                        |
| Posadka                                       | 48-56                         |
| Maksimalni potop (m)                          | 230                           |